# ريلودد
ريلودد (بالإنجليزية: Reloaded)‏ وتختصر بـ RLD هي مجموعة ويرز تأسست في 2004. تقوم بكسر حماية ألعاب الفيديو وعمل كراك لها. قاموا بكسر حماية لعبة سبور قبل أربعة أيام من إصدارها،  بالإضافة إلى مرحلة بيتا للعبة ذي سيمز 3 قبل 15 يوما من إصدارها. في 29 فبراير 2008 قاموا بنشر نسخة من لعبة أساسنز كريد قبل شهر من إصدارها الرسمي لكنها لم تكن الإصدار النهائي وعانت من الانهيارات. في مايو 2006 أصدرت ريلودد إصدار مكسور الحماية للعبة توم كلانسي سبلينتر سيل: نظرية الفوضى المحمية بنظام الحماية الروسي ستارفورس بعد 424 يوما من موعد الإصدار الرسمي. قامت المجموعة بإصدار نسخة من باتلفيلد: باد كامباني 2 قبل ثلاثة أيام من موعد إصدارها الرسمي.